# 高円宮杯U-15プログレスリーグ
高円宮杯U-15プログレスリーグ（たかまどのみやはい あんだーふぃふてひーん プログレスリーグ）は、中国地方5県（鳥取県・島根県・岡山県・広島県・山口県）の第3種（中学生・ジュニアユース）チームが参加するサッカーリーグ戦。全国に9ブロックある高円宮杯U-15地域リーグの一つ。

## 概要
日本サッカー協会は2000年代に入り、公式戦にトーナメント戦だけではなくリーグ戦を推奨しており、2009年JFAプリンスリーグU-18中国の第3種リーグ版「CFAプログレスリーグU-15」として発足した。2013年レギュレーションの全国統一に伴い、高円宮を冠し「高円宮杯U-15プログレスリーグ」に名称変更した。
4月から10月まで、前期リーグおよび後期リーグに分けて行われる、2回戦総当りのリーグ戦である。チームとして優勝チームとフェアプレー賞、個人として最優秀選手賞（MVP）と得点王が表彰される。

## 規定
レギュレーション
日本サッカー協会第3種公式戦規定に準ずる。
このリーグ参加チームは高円宮杯全日本ユースサッカー選手権 (U-15)大会県予選は免除され、中国予選から参加できる。また、2011年からリーグ優勝チームに高円宮杯本大会の出場権が与えられることになった。リーグ最下位チームは自動降格で、8位・9位が年末に行われるチャレンジトーナメントへ進むことになる。
プログレスリーグチャレンジトーナメント
8位と9位のチームと県リーグのそれぞれ1位チームに大会開催県枠1チーム、計8チームが来年度のプログレスリーグ参加を目指して行われる、昇降格トーナメント。現在は中学生年代すべて出場可能であるが、2013年度まで来年度大会に出場できる選手つまり中学1・2年生に限られていた。

## 参加チーム

### 2016年度
10チーム編成。チーム名の並びは前年の順位上位からの順。
- サンフレッチェ広島FCジュニアユース（広島）
- シーガル広島（広島）
- ファジアーノ岡山FCU-15（岡山）
- クレフィオ山口FC（山口）
- ハジャスFC（岡山）
- 福山ローザス・セレソン（広島）
- ガイナーレ鳥取U-15
- サンフレッチェびんごジュニアユース（広島）
- レノファ山口FCU-15（山口、県リーグから昇格）
- FCバイエルン・ツネイシ（広島、県リーグから昇格）

### 過去に参加していたチーム
- 鳥取
- 島根
  - ボアソルテ美都FC
  - サンフレッチェくにびきジュニアユース
- 岡山
  - アヴァンサールFC
- 広島
  - KELT FC
  - 廿日市FC
  - サンフレッチェ常石ジュニアユース（現FCバイエルン・ツネイシ）
- 山口
  - 山口市立鴻南中学校
  - レオーネ山口（現レノファ山口U-15）

## 歴代成績
| 年度 | 編成 | 1位          | 2位            | 3位          | 4位              | 5位            | 6位              | 7位          | 8位            | 9位              | 10位             | 年度 | MVP                      | 得点王                   | フェアプレー             | チャレンジトーナメント勝者             |
| ---- | ---- | ------------ | -------------- | ------------ | ---------------- | -------------- | ---------------- | ------------ | -------------- | ---------------- | ---------------- | ---- | ------------------------ | ------------------------ | ------------------------ | -------------------------------------- |
| 2009 | 10   | クレフィオ   | サンフレ広島   | サンフレ常石 | ハジャス         | アヴァンサール | サンフレびんご   | 廿日市       | ガイナーレ     | サンフレくにびき | レオーネ         | 2009 | 藤村遼太郎（クレフィオ） | 藤村遼太郎（同左）       | クレフィオ               | サンフレくにびき、ボアソルテ           |
| 2010 | 10   | サンフレ広島 | サンフレ常石   | クレフィオ   | サンフレくにびき | サンフレびんご | アヴァンサール   | ボアソルテ   | ハジャス       | ガイナーレ       | 廿日市           | 2010 |                          | 上村佳祐（サンフレ広島） | ガイナーレ               | 廿日市、ガイナーレ                     |
| 2011 | 10   | サンフレ広島 | 廿日市         | ガイナーレ   | サンフレくにびき | サンフレびんご | ハジャス         | サンフレ常石 | クレフィオ     | アヴァンサール   | ボアソルテ       | 2011 |                          | 渡辺祐介（ハジャス）     | クレフィオ、サンフレ常石 | KELT東広島、アヴァンサール             |
| 2012 | 10   | サンフレ広島 | バイエルン     | ガイナーレ   | サンフレくにびき | クレフィオ     | ハジャス         | 廿日市       | アヴァンサール | サンフレびんご   | KELT             | 2012 |                          |                          |                          | サンフレびんご、レオーネ、ファジアーノ |
| 2013 | 10   | バイエルン   | サンフレ広島   | レオーネ     | サンフレびんご   | ファジアーノ   | サンフレくにびき | ハジャス     | 廿日市         | クレフィオ       | ガイナーレ       | 2013 |                          |                          |                          | シーガル、クレフィオ、ローザスセレソン |
| 2014 | 10   | サンフレ広島 | サンフレびんご | クレフィオ   | ファジアーノ     | ハジャス       | ローザスセレソン | シーガル     | バイエルン     | レオーネ         | サンフレくにびき | 2014 |                          |                          |                          | ガイナーレ、アヴァンサール、鴻南中     |
| 2015 | 10   | サンフレ広島 | シーガル       | ファジアーノ | クレフィオ       | ハジャス       | ローザスセレソン | ガイナーレ   | サンフレびんご | アヴァンサール   | 鴻南中           | 2015 |                          |                          |                          | サンフレびんご、レノファ、バイエルン   |